# Rieserfernerfund
Der Rieserfernerfund, auch Rieserferner-Fund, bezeichnet den Fund von gut erhaltenen hallstattzeitlichen Geweberesten in der Rieserfernergruppe in Südtirol.

## Fundgeschichte
In den  Jahren 1992 und 1994 fand Gottfried Leitgeb, der Wirt der Rieserfernerhütte, nahe der Schutzhütte mehrere Gewebereste. Der Fundort lag 200 Meter nördlich der Hütte in der Westflanke der Gelttalspitze in ausgeapertem Gelände. Es handelte sich dabei um ein Paar „Socken“ und zwei Paare Beinkleider, die zunächst eher unscheinbar wirkten. Proben dieser Bekleidungsreste wurden von der ETH Zürich mittels der Radiokohlenstoffmethode auf ihr Alter bestimmt. Laut diesen Untersuchungen stammen die Beinkleider aus der Älteren Eisenzeit (Hallstattzeit) und sind somit etwa 2.500–2.800 Jahre alt.
1994 wurde das Fundgebiet unterhalb des Gamsbichljoches archäologisch untersucht. Dabei konnten aber, abgesehen von einigen Schnüren und Lederstücken, keine weiteren Kleiderreste entdeckt werden.

## Funde
Das erste Paar Beinlinge besteht aus Wolle in Leinenbindung, ist 64 cm lang und weist unten jeweils eine Lasche auf. Teilweise sind noch zwei braunrote Borten angenäht. Das zweite Paar ist aus dickerem Wollstoff und mit einer anderen Methode (Fischgratköper) gewebt. Die ebenfalls gewebten Socken bestehen aus mehreren zusammengenähten Streifen. Auffallend sind die zahlreichen Flickstellen und die Unterschiede in der Machart zwischen den einzelnen Stücken.

## Interpretation
Die Kleidungsstücke bilden ein Ensemble und wurden wahrscheinlich alle übereinander getragen, um eine möglichst gute Kälteisolation zu erreichen. Die Schnüre könnten zur Befestigung der Stücke gedient haben. Die Lederreste stammen wahrscheinlich von Schuhen.
Das Fehlen menschlicher Knochen könnte bedeuten, dass die Kleider gewechselt und zurückgelassen wurden. Auszuschließen ist aber nicht, dass sich im Gletscher noch ein Leichnam befindet, oder dass es sich um eine rituelle Hinterlegung der Kleidung handelt.
Die geografische und zeitliche Nähe zum Gräberfeld von Niederrasen (Gräberfeld Windschnur) lässt darauf schließen, dass der Besitzer der Kleidung zumindest Kontakt mit der dortigen Bevölkerung gehabt hat. Im dortigen Gräberfeld sind nämlich auch Steigeisen gefunden worden.
Heute wird der Rieserfernerfund im Südtiroler Archäologiemuseum in Bozen ausgestellt.